# Rosamond S. King
Rosamond S. King (geb. in den USA) ist eine gambische Literaturwissenschaftlerin und Schriftstellerin.

## Leben
Kings Vater war gambischer Arzt, der in den USA lebte, ihre Mutter stammte aus Trinidad und Tobago. Sie wuchs in den USA auf.
King machte 1996 einen Bachelorabschluss an der Cornell University in Literaturwissenschaft und Linguistik. 1998 erhielt sie an der New York University einen Master in Vergleichender Literaturwissenschaft und promovierte dort 2001 mit einer Arbeit zu Immigration in der Literatur der Karibik.
Um 2006 war sie Assistant Professor am Long Island University Brooklyn Campus. 2006/2007 erhielt sie ein Fulbright-Stipendium für ein Forschungsprojekt zu gambischer Literatur.
2008 wechselte sie ans Brooklyn College, wo sie Associate Professor wurde. Im September 2018 wurde sie dort zur Direktorin des Ethyle R. Wolfe Institute ernannt.
Neben der wissenschaftlichen Tätigkeit veröffentlichte King Gedichte in mehr als zwei Dutzend Anthologien und Veröffentlichungen. Zudem tritt sie auf Lesungen auf und inszeniert ihre Gedichte. Ihre Gedichtsammlung Rock | Salt | Stone (2017) stieß auf positives Echo und wurde mehrfach ausgezeichnet.
King war zudem Präsidentin der Organisation of Women Writers of Africa (OWWA) und Creative Editor der Literaturplattform sx salon. Außerdem engagiert sie sich in verschiedenen Projekten im Bereich LGBT.

## Preise und Auszeichnungen
- 2015 Caribbean Studies Association Gordon K. and Sybil Lewis Prize für Island bodies.[10]
- 2018: Lambda Literary Award in der Kategorie Lesbian Poetry für Rock | Salt | Stone

## Veröffentlichungen
- Born under the sign of the suitcase: Caribbean immigrant literature 1959–1999. (Dissertation), New York 2001.
- Voices of the city, Hanging Loose Press 2004.
- At my belly & my back, RiSK Publications, Brooklyn (New York) 2009.
- Island bodies: transgressive sexualities in the Caribbean imagination, University Press of Florida 2014.
- Rock | Salt | Stone. Nightboat Books, Brooklyn (New York) 2017.